# Aguado de gallina
El aguado de gallina o de pollo es una sopa tradicional y originaria de Ecuador que se prepara con gallina o pollo y arroz. También se utiliza el pato como ingrediente principal. Se cocina a fuego lento hasta que la gallina esté tierna, el arroz se cocina hasta casi disolverse en la sopa, dándole un espesor cremoso.
Suele servirse en los almuerzos familiares y  en los negocios de comida lo sirven solo, acompañado de arroz o como entrada en las meriendas, muchas personas prefieren comerlos con presas o con las vísceras.

## Preparación
Se empieza preparando un refrito con achiote, mantequilla, cebolla, zanahoria, pimiento en pequeñas rodajas. agregar la gallina desmenuzada, se agrega agua, arveja y arroz hasta que se cocine, se pica cebolla blanca y cilantro. El plato puede ir acompañado con ají.